# Cornus asperifolia
Cornus asperifolia là một loài thực vật có hoa trong họ Cornaceae. Loài này được Michx. miêu tả khoa học đầu tiên năm 1803.